# Chełmno nad Nerem
Chełmno nad Nerem (tyska Kulmhof an der Nehr) är en by i Storpolens vojvodskap i centrala Polen. Chełmno nad Nerem, som är beläget vid floden Ner omkring 19 kilometer sydost om Koło, hade 345 invånare år 2010. I Chełmno nad Nerem var det nazistiska förintelselägret Chełmno beläget under andra världskriget.